# 장궈빙

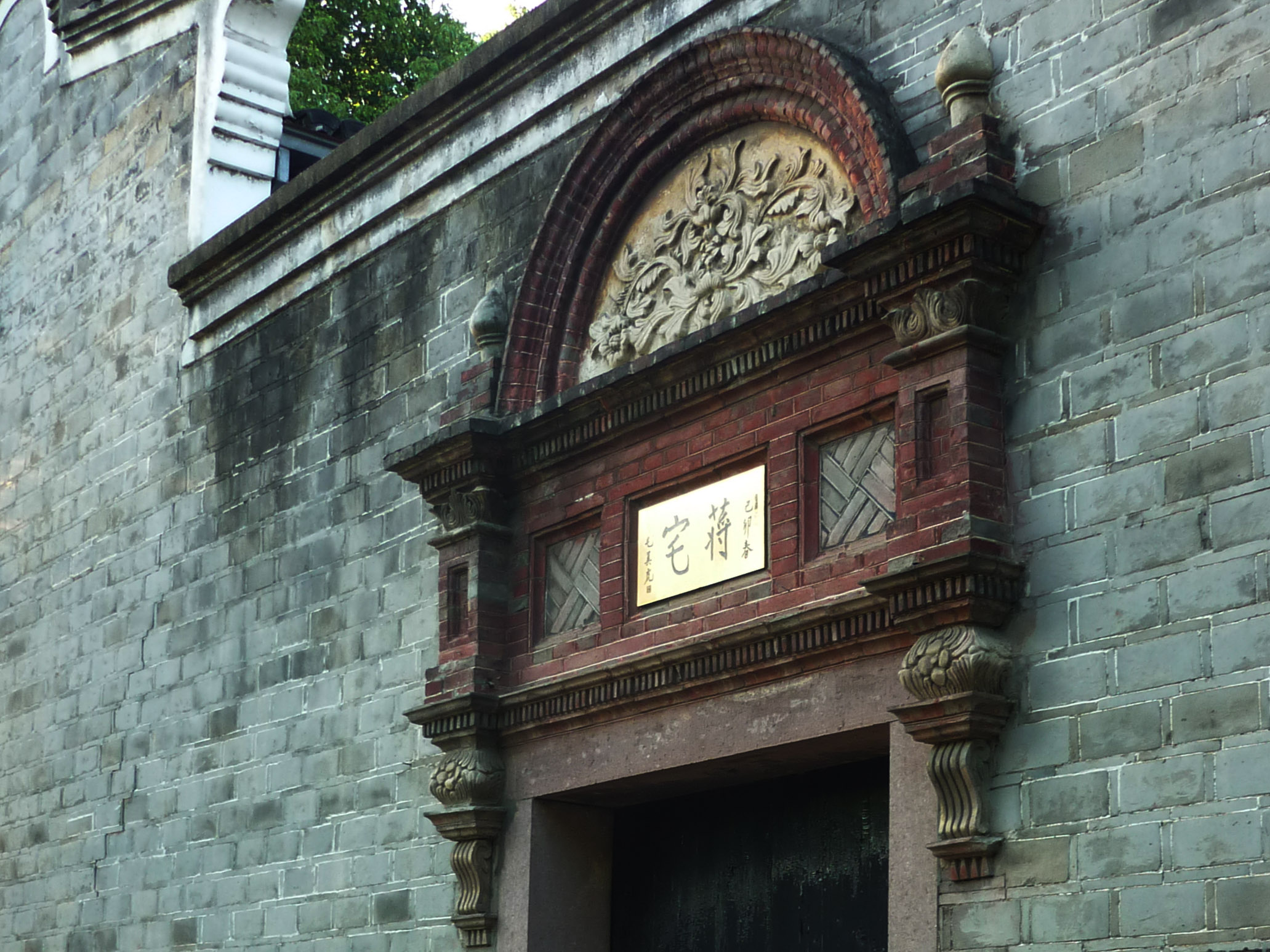
장궈빙의 아버지 장제칭 선생의
저장 성 닝보 옛 자택

장궈빙(蔣國秉(장국병), 1904년 8월 10일~1982년 3월 13일)은 중화민국(타이완)의 군인 겸 정치인이자 외교관이었다. 자(字)는 이하오(翼虎)·바오화(寶華)이고, 중화민국의 행정원장·총통 등을 지낸 장제스(蔣介石)의 배다른 조카이기도 하다.

## 생애
중화민국의 행정원장·총통 등을 지낸 장제스(蔣介石, 본명(本名)은 장중정(蔣中正), 1887년 10월 31일 출생 ~ 1975년 4월 5일(87세) 사망)의 배다른 조카이고 역시 자유중화민국 타이완 총통 지낸 장징궈(蔣經國, 1906년 3월 18일 출생 ~ 1988년 1월 13일(81세) 사망)와 타이완 국가안전회의 비서장 지낸 장웨이궈(蔣緯國, 1916년 10월 6일 출생 ~ 1997년 9월 22일(80세) 사망)의 사촌 종형이기도 한 그는 일본 육사(제22기) 및 보병학교·중화민국 국방대학교를 나온 후 1941년 중화민국 육군 중교 예편하였다. 그 후 1946년 10월 10일, 타이베이(타이완)로 이주하였으며 1949년 8월 15일 당시 타이베이 정주 3년차 시절에 국부천대 사태를 목도하였다.

## 트리비아

### 국제정치외교학 관련
때때로 대한민국의 자유중화민국(타이완) 관련 국제정치외교학자들은, 한국어 독음으로써, 장궈빙 그를 장국병으로 지칭하여 불렀었다.